# Danalia ypsilon
Danalia ypsilon es una especie de crustáceo isópodo marino de la familia Cryptoniscidae.

## Distribución geográfica
Es un ectoparásito de crustáceos decápodos del género Galathea del océano Atlántico centroriental y el mar Mediterráneo.